# Asthenopholis crassa
Asthenopholis crassa är en skalbaggsart som beskrevs av Gilbert John Arrow 1902. Asthenopholis crassa ingår i släktet Asthenopholis och familjen Melolonthidae. Inga underarter finns listade.